# Eurotúnel
O Eurotúnel (em inglês:  Channel Tunnel; em francês:  Tunnel sous la Manche) é um túnel ferroviário de 50,45 quilômetros de extensão que liga Folkestone, Kent, no Reino Unido, com Coquelles, em Pas-de-Calais, perto de Calais, no norte da França, sob o Canal da Mancha no Estreito de Dover. No seu ponto mais baixo, atinge 75 metros de profundidade.
Com um trecho submerso de 37,9 km, o túnel tem a parte submarina mais longa do que a de qualquer outro túnel do mundo, embora o Túnel Seikan, no Japão, seja mais longo (53,85 km) e mais profundo (240 metros). O recordista mundial, porém, continua sendo o Túnel de São Gotardo, com um comprimento de 57 km e 153,5 km de túneis, poços e demais passagens, em operação desde final de 2016. O túnel leva os trens de passageiros Eurostar, de alta velocidade, o veículo de transporte de cargas roll-on/roll-off Eurotunnel Shuttle, o maior do mundo, e trens de transporte ferroviário internacional.
As primeiras ideias de uma ligação fixa através do canal apareceram em 1802, mas a pressão da política e da imprensa britânicas sobre a questão da segurança nacional paralisou as tentativas de construção de um túnel. O eventual sucesso do projeto, organizado pela Eurotunnel, começou com construção em 1988 e com a inauguração, em maio de 1994. Com o custo de 4,650 bilhões de libras esterlinas, o projeto superou em 80% o orçamento previsto inicialmente. Desde a sua construção, o túnel tem enfrentado vários problemas.
Incêndios e tempo frio já chegaram a interromper a operação do túnel. Os imigrantes ilegais e requerentes de asilo têm tentado usar o túnel para entrar no Reino Unido, havendo, inclusive registro de mortes nessas travessias.

## Tentativas anteriores

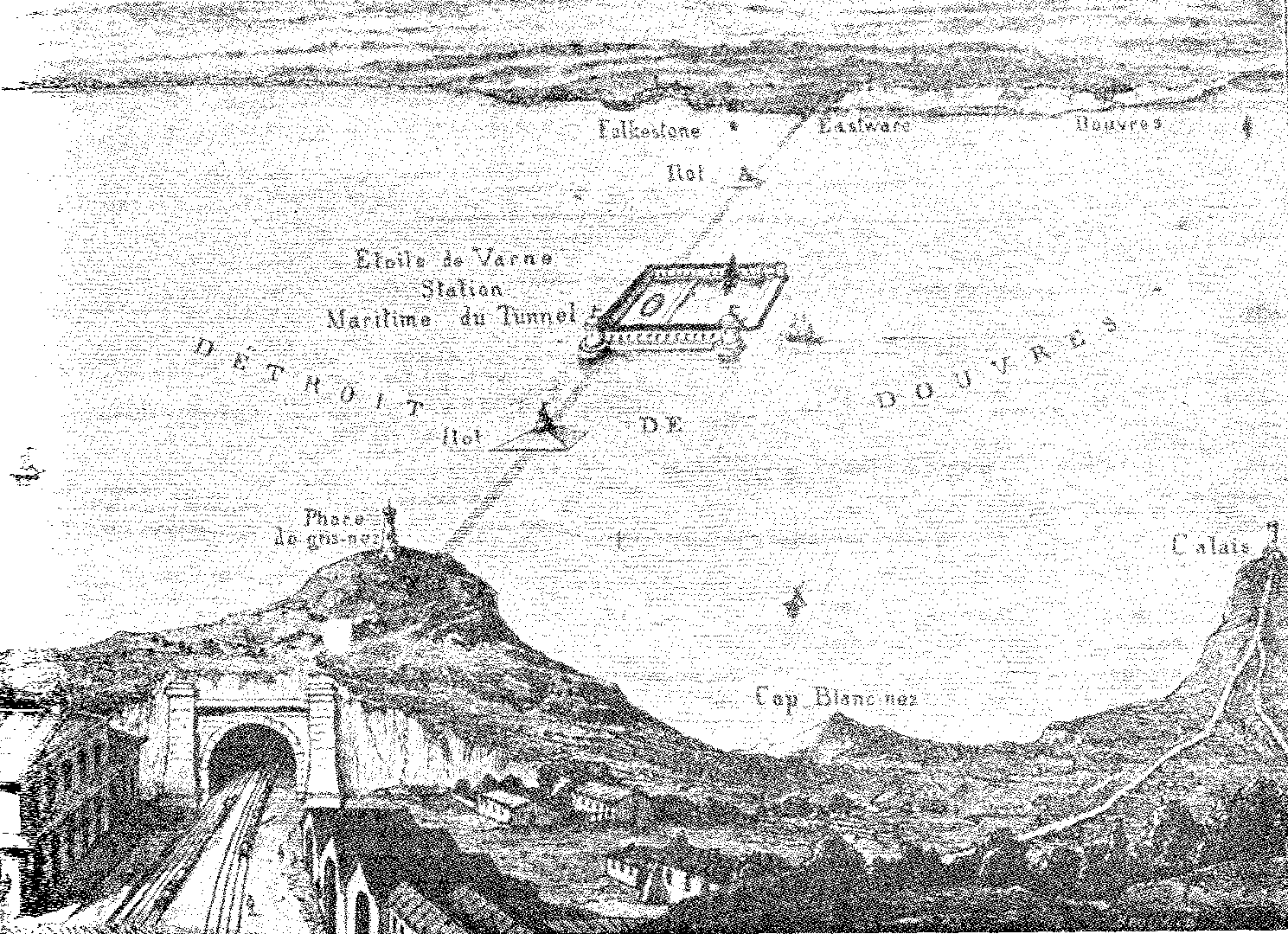
Projeto de 1856

Uma ligação entre a França e a Inglaterra já havia sido proposta em diversas ocasiões:
- Em 1802, o engenheiro francês Albert Mathieu Favier fez uma proposta para a construção de um túnel: os passageiros atravessariam o túnel em carruagens puxadas por cavalos; o caminho seria iluminado por lanternas de óleo e uma ilha a meio do túnel forneceria ar fresco para os cavalos. O custo, mesmo nessa altura, seria de um milhão de libras;
- Em 1866, o engenheiro inglês Henry Marc Brunel estudou o fundo do estreito de Dover. Seus resultados provaram que o fundo ainda era formado por giz e, portanto, a viabilidade de um túnel subterrâneo. Para esta pesquisa, ele inventou o "corer de gravidade" (gravity corer), que ainda é usado em geologia.[11]
- Em 1875, Peter Barlow, construtor do primeiro caminho de ferro subterrâneo, sugeriu que se colocasse um tubo de aço gigantesco flutuando sobre o canal. A ideia foi rejeitada;
- Em 1876 são levados a cabo extensos estudos geológicos;
- Em 1880 a companhia South Eastern Railway faz perfurações experimentais do lado inglês;
- Em 1881 uma máquina de perfurações Beaumont escava um túnel de 820 metros ao longo dos penhascos do lado inglês;
- Em 1922 começam novamente escavações do lado inglês, mas após estarem feitos 128 metros de túnel, foram lançadas objeções políticas e as obras pararam mais uma vez.

Foi só após o fim da Segunda Guerra Mundial que os técnicos acreditaram que o conhecimento tecnológico existente era o suficiente para a construção do túnel e começaram a dar-lhe a devida atenção.

## O túnel atual

### Estudo

Mapa geológico do túnel

Em 1957, foi formado o Grupo de Estudo para o Túnel do Canal (Channel Tunnel Study Group). No seu relatório, publicado em 1960, recomendava-se a construção de dois túneis ferroviários principais e um de serviço, menor. O projeto foi iniciado em 1973, mas, devido a problemas de financiamento, foi interrompido em 1975 quando já estavam construídos 250 metros de um túnel de teste.
Em 1984, a ideia foi relançada com uma proposta conjunta dos governos britânico e francês para a construção do túnel com fundos privados. Das quatro propostas apresentadas, foi escolhida a que mais se assemelhava ao anterior projeto de 1973 e foi anunciada ao público em 20 de janeiro de 1986. Em 12 de Fevereiro de 1986, os governos dos dois países assinaram em Canterbury, o Fixed Link Treaty que foi ratificado em 1987.
O percurso planejado ligava Calais, na França, a Folkestone, na Inglaterra. Na maior parte do seu percurso, o túnel encontra-se a 40 metros abaixo do fundo do mar, sendo a seção sul mais funda do que a secção norte.

### Construção
A escavação do túnel, que demorou sete anos e empregou 15 000 trabalhadores, englobava 15 empresas e 5 bancos de ambos os países. Foram usadas grandes máquinas, tunnel boring machine (TBM). Estas máquinas eram autênticas fábricas móveis que abriam o túnel, retiravam a terra e escoravam as paredes com concreto. Quase 4 milhões de metros cúbicos de cal foram escavados só do lado inglês; a maior parte foi deitada ao mar em Shakespeare Cliff, perto de Folkestone tendo com isso, roubado ao mar cerca de 360 000 m².

Secção-tipo do Túnel da Mancha

O Túnel da Mancha é constituído por 3 túneis paralelos, dois principais ferroviários e um menor, de acesso. Este túnel de acesso, que é servido por veículos pequenos, é ligado aos outros através de passagens transversais em intervalos regulares para permitir que os trabalhadores da manutenção tenham acesso aos túneis principais e para fornecer uma saída de emergência em caso de acidente.
Os passageiros em carros com poltronas e os veículos automotores (ligeiros e pesados) em vagões-plataforma abertos são transportados por um serviço de comboios, ou trens, geridos pela companhia Eurotúnel. O trajeto dura apenas 35 minutos. Houve um acidente no Eurotúnel no dia 18 de novembro de 1996 às 20h45 num dos vagões de transporte de caminhões finais.

### Detalhes Finais

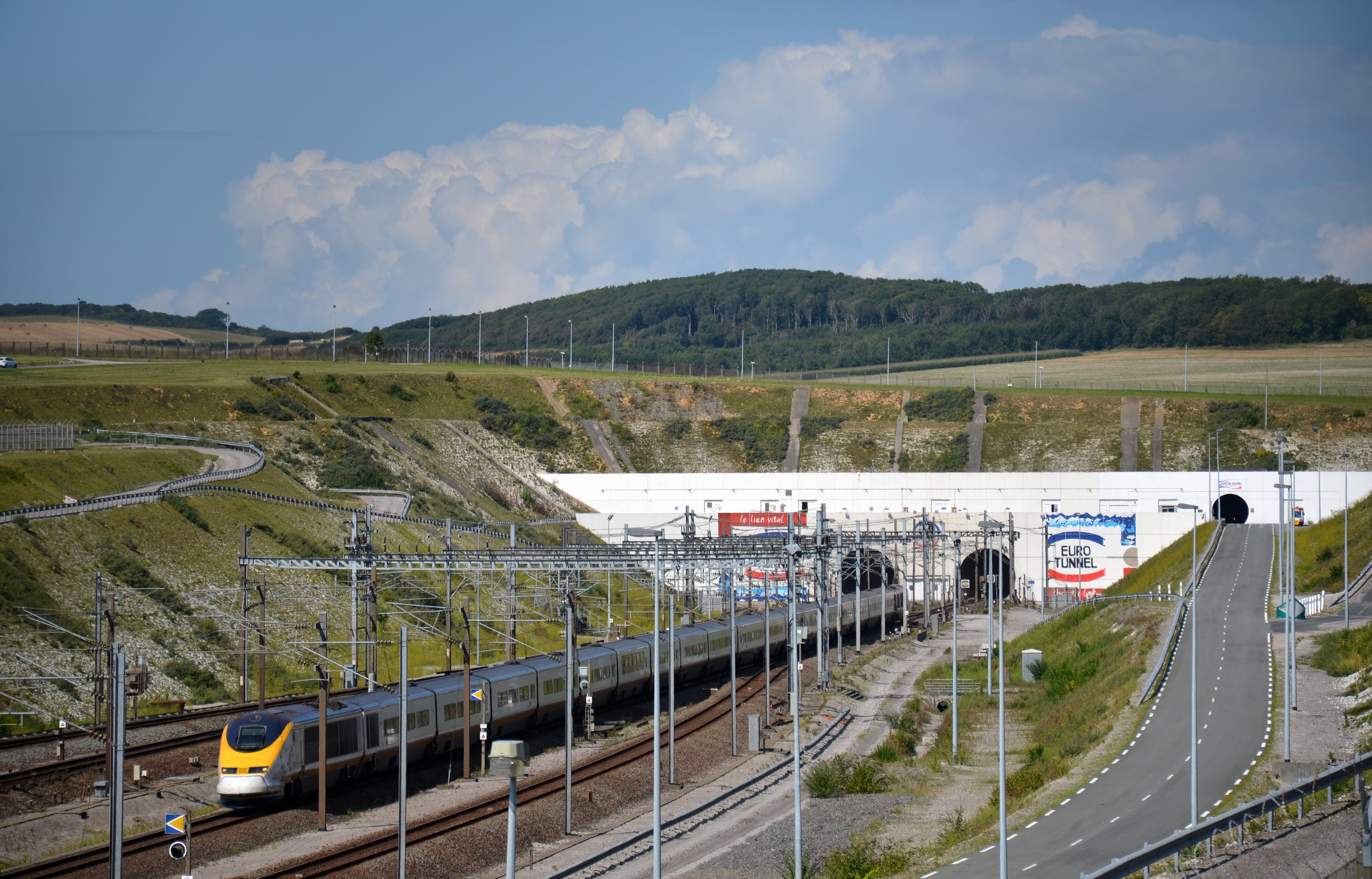
Entrada do túnel em Coquelles, França

O encontro dos dois túneis 40 metros abaixo do solo do Canal da Mancha em 1 de dezembro de 1990, num crossover (passagens que permitem trens passar de um túnel a outro), tornou possível caminhar em terra seca da Inglaterra à Europa pela primeira vez desde o fim da última glaciação, mais de 13 mil anos atrás. Os britânicos e franceses, usando métodos de cálculo e pesquisa a laser, encontraram-se com menos de 2 cm de erro. (Nota: conforme o National Geographic em documentário exibido no dia 14 de agosto de 2012, o desvio foi de apenas 32 centímetros).
O túnel foi oficialmente inaugurado pela rainha britânica Elisabeth II e pelo presidente francês François Mitterrand, em 4 de maio de 1994.

### Estatísticas
O túnel possui 50,45 km de comprimento, sendo que 37,9 deles estão debaixo do mar. A profundidade média é 45,7 metros abaixo do solo do mar, e a máxima profundidade é de 60 metros. Foi aberto para uso comercial ainda em 1994, oferecendo três serviços principais: o Le Shuttle, um trem que carrega veículos; o Eurostar, para passageiros, conectando estações em Londres a Paris e Bruxelas; e trens de carga. Quase 7 milhões de passageiros fazem a travessia de 35 minutos todo ano.
A Sociedade Americana de Engenheiros Civis declarou o túnel uma das sete maravilhas do mundo moderno.

### Incidentes
O único sério incidente no Eurotúnel aconteceu em 18 de novembro de 1996, quando fogo se alastrou em um trem transportando caminhões. Ninguém morreu. O túnel foi reaberto para uso limitado em 21 de novembro do mesmo ano, mas o transporte de passageiros ficou paralisado até 4 de dezembro.
Ocorreu mais um incidente em 11 de setembro de 2008, O incidente ocorreu do lado francês do túnel, mas equipes inglesas saíram da cidade de Kent, no sudoeste da Inglaterra, para auxiliar nas operações. Pelo menos 32 pessoas foram retiradas do túnel, a maioria motoristas de caminhões que eram transportados em cima de vagões-plataforma no momento do acidente. Não houve vítimas.

### Operação

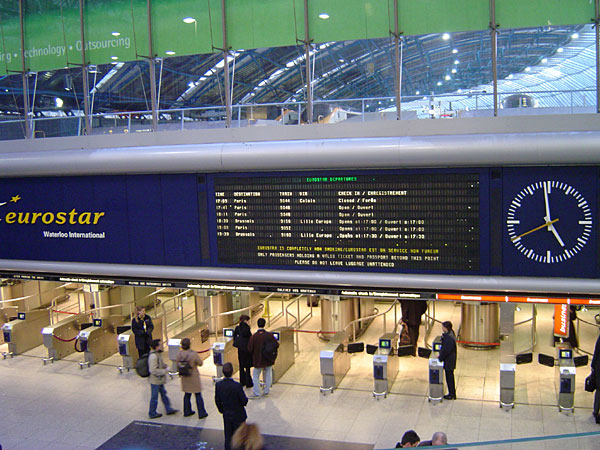
Estação ferroviária de Waterloo

O túnel é operado por Eurotunnel plc. Existem quatro distintos tipos de serviço:
- Eurostar: um trem de passageiros de alta velocidade. Conecta a estação londrina de trem Saint-Pancras com a Estação do Norte (Gare du Nord) em Paris, e a estação Midi/Zuid, em Bruxelas, com paradas em Ashford, Calais e Lille. No dia 14 de outubro de 2007 o serviço passou da estação de Waterloo para a renovada estação de St Pancras internacional com a abertura de uma nova linha, hi-speed 2 que reduz o tempo de percurso entre Londres e Paris para 2 horas, cerca de 30 minutos a menos do que anteriormente.
- Le Shuttle: transporta automoveis, ônibus e vans através do túnel (como se fosse um ferry-boat, uma balsa ferroviária), serviço entre Calais (França) e Folkestone (Inglaterra).
- Transporte de caminhões: Carrega caminhões no trem (que viajam em cima de vagões plataformada abertos, estaiados com cabos tensores presos normalmente aos trucks das rodas), sendo que motoristas embarcam à parte em um carro de passageiros engatado neste trem e assim, viajam separados de seus respectivos veículos pesados.
- Europorte: Serviço de transporte de carga convencional.

Apesar dos trens do Eurostar viajarem em alta velocidade na França (onde trilhos são modernos e especialmente feitos para os trens TGV (Train à Grande Vitesse) que viajam a uma velocidade de 320 km/h), a velocidade em terras inglesas, especialmente nos arredores de Londres, é limitada pelos trilhos de baixa velocidade usados pelos trens domésticos. O governo britânico instituiu um projeto (Channel Tunnel Rail Link, Ligação ao túnel do canal, em português), com parte de suas verbas oriundas do estado britânico, cujo objetivo é construir uma linha de trem de Londres à entrada do túnel especialmente dedicada aos trens de alta velocidade do Eurostar. No final de 2003, aproximadamente metade da linha estava completa (secção de Ebbsfleet a Cheriton). Quando o projeto foi finalizado, o terminal foi transferido de Waterloo para a estação de St. Pancras, ao norte.

### Busca por asilo
O túnel tornou-se um meio popular em pessoas que buscam asilo, com a esperança que as chances de receberem asilo sejam maiores no Reino Unido do que na França, e entrando ilegalmente no Reino Unido. Houve algumas tentativas de tais pessoas que tentaram caminhar ao longo do túnel ou entrar nos trens (de passageiros) ilegalmente, mas a maioria prefere tentar esconder-se em vagões de carga ou em caminhões usando o túnel. Em 2002, autoridades britânicas adicionaram um sistema sofisticado de microfonia em Kent, esperando ouvir os batimentos cardíacos ou a respiração de tais pessoas. No começo de 2003, o governo britânico pressionou autoridades francesas a fecharem o centro para pessoas que buscam asilo em Sangatte, que incentiva tais pessoas a entrarem ilegalmente no Reino Unido, na opinião dos britânicos.

### O Eurotúnel em filmes
Dado seu status como um dos maiores feitos de engenharia do século XX, é talvez surpreendente o fato de que o Eurotúnel não se tenha tornado um ícone cultural (apesar de ser claramente uma das Sete maravilhas do Mundo Moderno tal como a Ponte Golden Gate, em São Francisco ou o prédio Empire State Building, em Nova Iorque).
O clímax do filme Missão Impossível, onde Tom Cruise, acima de um carro (em logística de transportes, "carro" transporta pessoas enquanto 'vagão" transporta cargas, por isto diz-se "carro do metrô", "carro de bombeiros", "carro funerário", carro de 1a Classe, carro dormitório, carro restaurante, carro pullmann, etc.) de um trem em alta velocidade, é caçado por um helicóptero, ocorre dentro do que é supostamente o Eurotúnel. Tal cena (gerada em CGI com a ajuda de computadores) contém muitos erros (além da clara impossibilidade de tal voo) constituindo bem mais uma licença poética para a narrativa de aventura. Dois dos mais significativos erros são a utilização do TGV (Train à Grande Vitesse, em francês) dentro do "Eurotúnel" — onde tais trens não operam — e mostrando um único túnel retangular com duas linhas de trem. Em realidade, o Eurotúnel usa dois túneis fisicamente separados, para ambas as direções de viagem e eles jamais se encontram nos percursos.